# لیندا فراتیان
لیندا فراتیان (انگلیسی: Linda Fratianne؛ زادهٔ ۲ اوت ۱۹۶۰) اسکیت‌باز نمایشی اهل ایالات متحده آمریکا است.